# 교황 클레멘스 8세
교황 클레멘스 8세(라틴어: Clemens PP. VIII, 이탈리아어: Papa Clemente VIII)는 제231대 교황(재위: 1592년 1월 30일~1605년 3월 3일)이다. 본명은 이폴리토 알도브란디니(이탈리아어: Ippolito Aldobrandini)이다.

## 생애 초기
이탈리아 파노에서 태어난 그는 피렌체의 명문 집안 출신으로, 교회법학자였던 아버지를 따라 교황청에서 가장 높은 법정 지위인 교황청 공소원의 판관이 되었다. 45세의 나이에 사제 서품을 받은 그는 12년 만에 교황이 되었다. 때때로 그는 냉혹하기는 했으나 유능한 관리자였다.

## 추기경
1585년 그는 교황 그레고리오 13세에 의해 산 판크라치오 성당의 사제급 추기경에 서임됐다. 교황 식스토 5세는 1586년 1월에 그를 교황청 내사원장에 임명했으며, 1588년에는 폴란드에 교황 특사로 보냈다. 그는 30년 동안 교회 쇄신가였던 필립보 네리를 자신의 고해 신부로 모시면서 열심하고 윤리적으로 안정된 생활을 했다. 알도브란디니는 폴란드 왕위를 주장했다가 패해 투옥된 오스트리아 대공 막시밀리안 3세의 석방을 위해 외교적 노력을 한 공로로 합스부르크 왕가로부터 감사를 받았다.
1591년 교황 인노첸시오 9세가 선종한 후, 또다시 혼란스러운 정국 하에 콘클라베가 소집됐다. 이 때 완강한 소수의 이탈리아 추기경들은 스페인 국왕 펠리페 2세의 뜻을 따르기를 꺼려 했다. 1592년 1월 30일 알도브란디니 추기경이 교황으로 선출되면서 유럽 문제에 있어서 교황이 좀 더 균형적이고 자유로운 정책을 펼치기 시작한 것으로 평가된다. 그는 교황으로서 자신의 새 이름을 비정치적인 이름인 클레멘스 8세로 정했다. 뛰어난 업무 능력과 세세한 법률가적 안목을 지닌 그는 교황직을 수행하기에 적합한 인물이었으며, 현명한 정치인으로서 그의 주요 정책 목표는 성좌가 스페인에 의존하지 않는 것이었다.

## 교회 문제

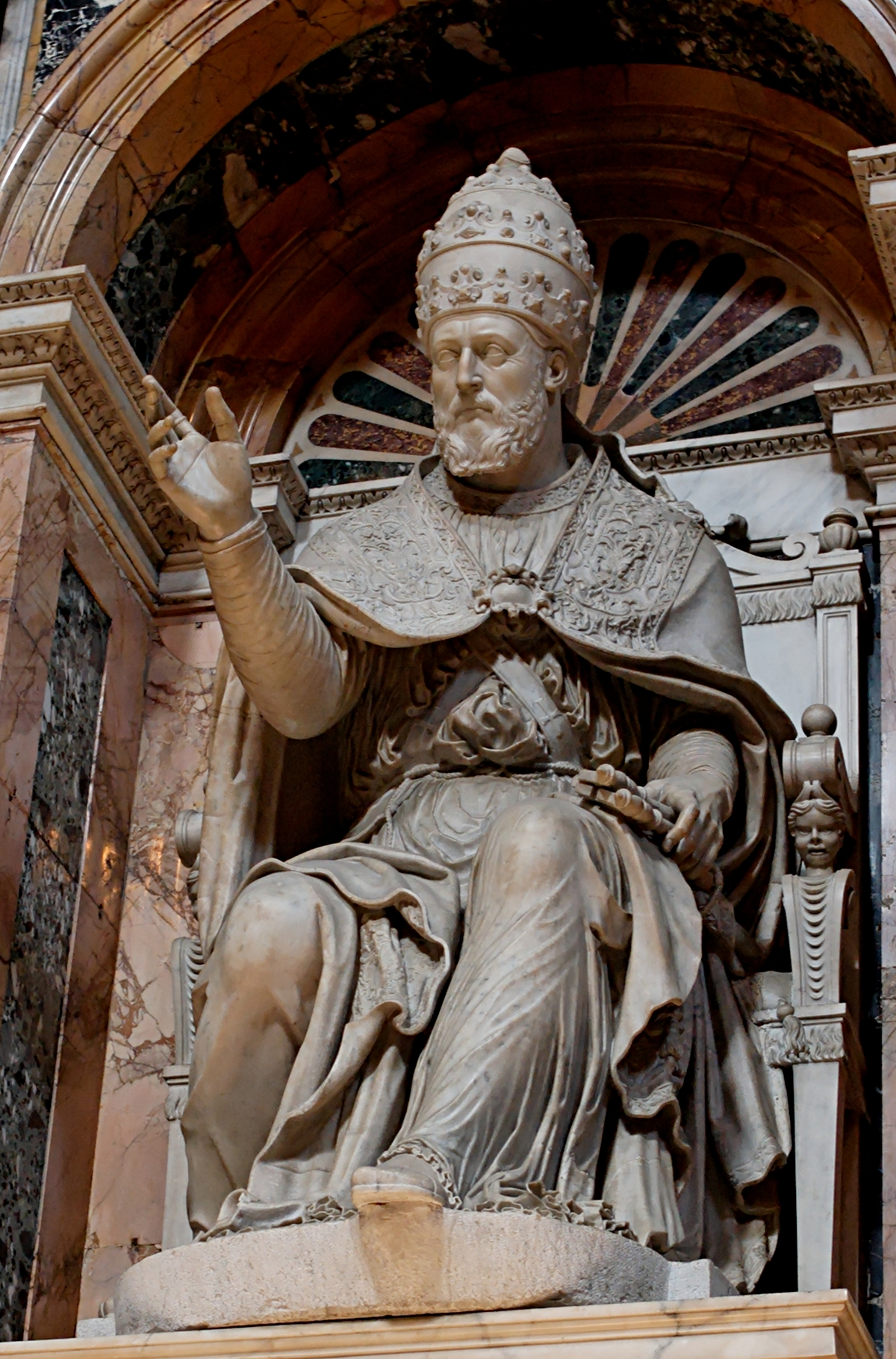
산타 마리아 마조레 대성전에 있는 클레멘스 8세의 전신상

### 은총 논쟁
1597년 그는 도미니코회와 예수회 사이에 벌어진 자유의지와 은총과의 상관성, 특히 조력은총이 자유에 대해서 지니는 관계에 관한 신학적 논쟁을 진정시키기 위해 은총론 토론 위원회를 발족했다.

### 1600년 성년
1600년 성년에 약 300만 명의 순례자가 로마를 방문했다. 1595년 폴란드-리투아니아 연방에서 열린 브레스트 시노드에서 루테니아의 성직자들과 신자들 대다수가 로마와 재일치하였다.

### 시성
클레멘스 8세는 폴란드의 히야친토(1594년 4월 17일)와 쿠엥카의 율리아노(1594년 10월 18일), 페냐포르트의 라이문도(1601년)를 시성했다.

## 외교 관계

### 프랑스와 스페인
클레멘스 8세의 통치 중에 일어난 가장 주목할 만한 사건은 아르노 도사 추기경을 통해서 오랜 협상을 한 끝에 매우 능숙하게 프랑스 왕 앙리 4세와 화해하여 프랑스의 복잡한 상황을 해결한 것이다. 앙리 4세는 1593년 7월 25일 가톨릭으로 회심하자 그의 진실성을 검토하였다. 1595년 9월 17일에 클레멘스 8세는 스페인의 불만을 무릅쓰고 앙리 4세를 용서하여 그를 프랑스의 합법적인 왕으로 인정함으로써 프랑스에서 30년 간 계속된 위그노 전쟁을 끝냈다.
클레멘스 8세와 앙리 4세의 우호 관계는 1597년 10월 27일 페라라 공작 알폰소 2세 데스테가 후사를 남기지 못하고 사망하자 교황이 에스테 가문의 소유지를 교황령으로 귀속시키기로 결정하면서 더욱 밀착되었다. 스페인과 신성 로마 제국의 루돌프 2세가 사생아로 태어난 알폰소 2세의 사촌 체사레 데스테를 지지하며 교황에 반대했으나 앙리 4세의 위협으로 그에게 어떠한 원조도 제공하지 못했다. 교황군은 거의 저항을 받지 않고 페라라에 입성했다.
1598년 클레멘스 8세는 외교적인 노력으로 스페인과 프랑스 사이에 확실한 평화 조약인 베흐방 조약을 맺도록 하는데 기여하여 두 나라 사이의 불편한 관계를 평화스럽게 해결했다. 그리고 프랑스와 사보이아 사이를 중재하여 평화 관계를 맺도록 하였다.

### 장기전
1595년 클레멘스 8세는 주로 헝가리를 전장으로 한 장기전이라고 알려진 전쟁에서 오스만 제국에 대항하기 위해 그리스도교 유럽 군주들의 연합을 결성하는데 여생을 보냈다. 교황의 촉구로 신성 로마 제국의 루돌프 2세 황제와 트란실바니아의 바토리 지그몬드가 프라하에서 동맹 관계를 맺었다. 몰다비아의 아론 티라눌과 왈라키아의 미하이 비테아주도 그 해 말에 동맹에 참여했다. 클레멘스 8세는 인력과 자금을 루돌프 2세에게 보내 도움을 주었다.

## 대내 정책
클레멘스 8세는 교황령의 움브리아 주와 마르케 주에서 활동한 산적단을 진압할 때나 로마 귀족들의 무법함을 응징하는데 있어서 교황 식스토 5세만큼 강경한 태도로 일관했다. 1592년 그는 교황좌에 오르자마자 즉시 문제를 일으켰던 몇몇 귀족들을 처형했다. 이 중에는 고대 로마 때부터 강력하기로 유명한 집안의 후손이었던 트로이오 사벨리와 자신을 오랫동안 학대한 아버지를 살해한 아직 젊은 귀족인 베아트리체 첸치도 있었다. 후자의 경우 많은 사면 요청이 있었으나 교황은 이를 거절하고 몰수한 첸치 가문의 재산을 자기 가문에 넘겼다.
클레멘스 8세는 철학 문제와 종교적 문제에 대해서도 엄격한 태도를 보였다. 1599년 그는 하느님은 혼돈 속에서 창조되었고 그 역시 영원하지 않다고 주장한 이탈리아의 방아꾼 메노키오에게 화형을 선고했다. 이보다 더 유명한 사건은 1600년 이단으로 판결되어 화형에 처해진 조르다노 브루노의 재판이었다. 교황 클레멘스 8세가 직접 재판의 막바지 단계에 자리에 나와서 해당 사건을 담당한 추기경들을 불러 재판을 진행하게 했다.

## 말년과 죽음
클레멘스 8세는 통풍에 시달리면서 인생의 말년을 어쩔 수 없이 침대에 누워 보냈다. 1605년 3월 그는 신중하고 관대하고 통치 능력이 뛰어난 한편 냉혹한 인물이라는 평판을 남긴 채 선종했다. 클레멘스 8세는 성 베드로 대성전에 안장되었으나 나중에 1646년 교황 바오로 5세에 의해 산타 마리아 마조레 대성전의 보르게세 경당에 조성한 무덤으로 이장되었다.
클레멘스는 부유층 자제들의 교육을 위해 클레멘스 대학교를 세우고 스코틀랜드에 보낼 선교사들의 교육을 위한 스코틀랜드 대학교를 설립한 것을 시작으로 로마에 교황청립 대학교들을 많이 늘렸다.